# Barrière de Passy
La barrière de Passy était une barrière d'octroi de l'enceinte des Fermiers généraux.

## Situation
La barrière de Passy était située sur le quai de Billy, actuelle avenue de New-York, à l’angle de la rue de la Montagne, actuelle rue Beethoven. Elle n’était pas placée en face de la barrière de la Cunette sur la rive gauche mais environ 200 mètres en amont. À partir de la barrière de Passy, le mur d’octroi longeait le quai du côté opposé au fleuve (immeubles de l’actuelle avenue de New-York de la rue Beethoven à la rue Le Nôtre et un peu au-delà de cette rue le long des actuels jardins du Trocadéro) puis escaladait la colline de Chaillot parallèlement à l’actuelle rue Le Tasse jusqu’à la barrière Sainte-Marie située à l’angle du cimetière de Passy et de la place du Trocadéro. Dans cette montée, le mur passait à la limite entre le domaine du couvent de la Visitation de Chaillot, qui s’étendait sur les actuels jardins du Trocadéro et celui du couvent des Minimes.
Sur ce parcours de 910 mètres entre ces deux barrières, le mur n’était longé que par un chemin de ronde intérieur, le relief escarpé ne permettant pas d’aménager un boulevard extérieur contrairement aux autres parties de l’enceinte.
La barrière placée sur le chemin de Paris à Versailles était un point de passage important.

## Origine du nom
Nommée « barrière de la Conférence », parce qu’elle remplaçait l’ancienne barrière d’octroi de la Conférence qui était située près de l’actuelle place de l’Alma, ou « barrière des Bonshommes » ou « des Minimes » en raison de la proximité du couvent des Minimes ou des Bonshommes supprimé en 1790, elle prit ensuite le nom de « barrière de Passy » car elle était à la limite de la commune de Passy et à l'entrée du quai de Passy.

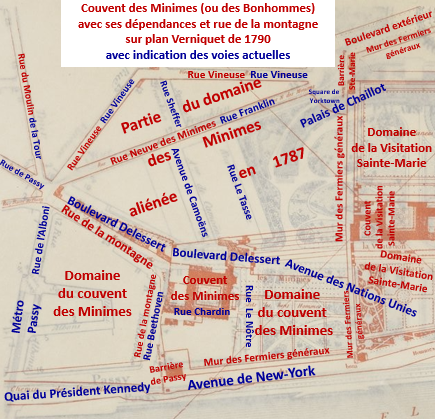
La barrière de Passy sur un plan de 1790 avec indication des voies actuelles.
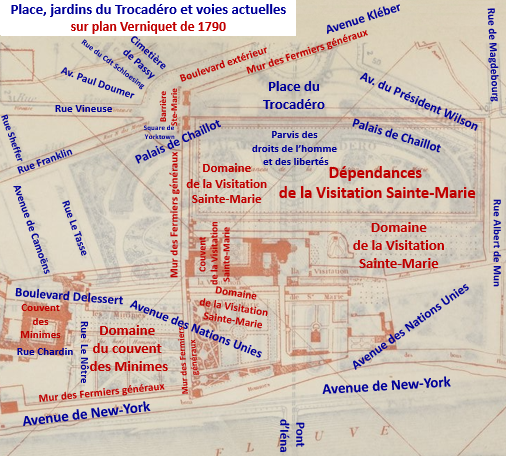
Jardins et place du Trocadéro sur l'atlas de Verniquet.
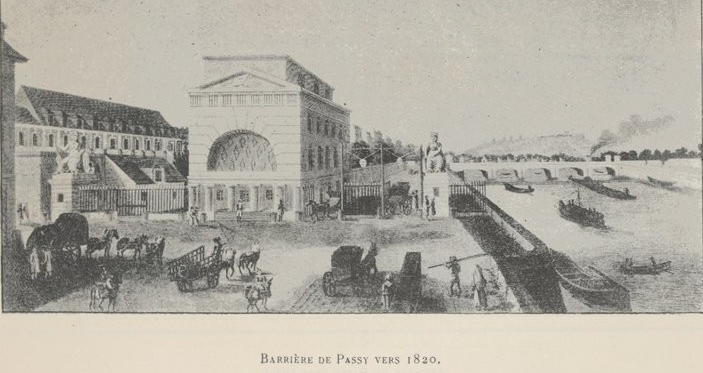
La barrière en 1820. À gauche, le cloître de l’ancien couvent des Minimes.

## Description
La barrière était un édifice carré comprenant 12 colonnes, 2 arcs, 4 frontons et orné de 2 statues personnifiant la Normandie et la Bretagne. Elle était doublée par une barrière d’eau sur la Seine ou patache. Elle fut détruite après le report du mur d’octroi du mur des Fermiers généraux à l’enceinte de Thiers en 1860.

## Historique
Parmi les barrières incendiées les 12 et 13 juillet 1789, la barrière de Passy fut l’une des plus endommagées.
À la suite des émeutes des 12 au 15 juillet 1789, Louis XVI annonce le 16 juillet qu’il rappellera Necker et décide de venir à Paris pour apaiser la capitale. Il arrive le vendredi 17 à la barrière de Passy, où il est reçu par La Fayette, commandant de la milice parisienne récemment organisée, et par le maire de Paris Jean Sylvain Bailly, nommé le 15, qui lui présente les clés de la ville offertes jadis à Henri IV en prononçant ces paroles : « Ce bon roi avait conquis son peuple, c’est aujourd’hui le peuple qui a reconquis son roi ! » Le cortège se rend ensuite à pied à l’hôtel de ville.
Le 5 octobre 1789, le refus du roi de donner son assentiment complet à la Déclaration des droits de l’homme et aux articles constitutionnels présentés, une rumeur portant sur une menace d’enlèvement du roi et la disette régnant à Paris, entrainent une émeute à la suite de laquelle des bandes de femmes se rendent à Versailles en passant par la barrière de Passy. Les émeutières sont suivies par Lafayette, à la tête de la milice chargée de prévenir une insurrection et de protéger la famille royale. Le lendemain, 6 octobre, au soir, le roi, la reine, le dauphin et la famille royale, accompagnés de 100 députés et de la foule parisienne, entre à Paris par la barrière de Passy aux cris de « Nous ramenons le boulanger, la boulangère et le petit mitron ! ».

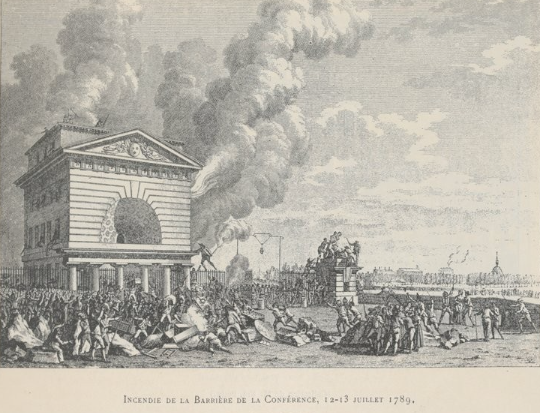
Incendie de la barrière de la Conférence.
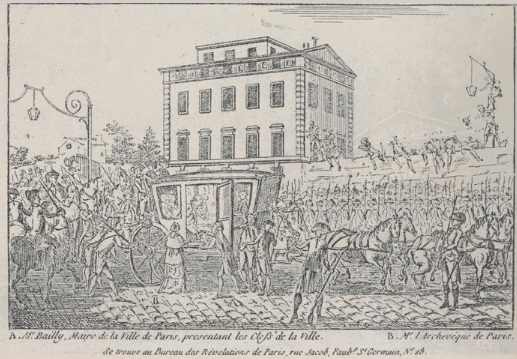
Arrivée de Louis XVI à la porte de Passy le 17 juillet 1789.